# Starfield (jogo eletrônico)
Starfield é um jogo eletrônico de RPG de ação e ficção científica desenvolvido pela Bethesda Game Studios, publicado pela Bethesda Softworks e distribuído pela Microsoft. O jogo foi anunciado pela primeira vez na E3 2018 da Bethesda, sendo descrito como "uma experiência de próxima geração totalmente nova, ambientada em um mundo com temática espacial totalmente novo."
É o primeiro jogo utilizando a Creation Engine 2, uma revisão do antigo motor gráfico Creation Engine feito pela Bethesda Game Studios Austin, com assistência da Simplygon Studios, Id Software, Havok Technologies e Visual Studio. Starfield foi lançado em 6 de setembro de 2023 para Microsoft Windows e Xbox Series X/S.
Apesar de algumas críticas direcionadas a aspectos técnicos do jogo, Starfield foi um sucesso de público e crítica.

## Contexto
Starfield é o primeiro universo totalmente novo em 25 anos da Bethesda Game Studios. Foi descrito por Todd Howard como um "Skyrim no espaço"
Starfield se passará no ano de 2330 em um pequeno lugar na Via Láctea chamado “The Settled Systems“. Esse sistema solar está localizado a cerca de 50 anos-luz do nosso atual sistema solar. Cerca de 20 anos antes dos acontecimentos de Starfield, uma guerra começou entre duas facções, a União das Colônias e a Cooperativa Livrestrela. Após a guerra, as duas facções começaram a viver “em paz”, mas com grandes diferenças e problemas entre elas. Nosso objetivo no jogo é explorar a área dos Sistemas Colonizados e encontrar novos planetas. Além de detalhes da história, a Bethesda revelou alguns dos inimigos do Starfield, que serão os: Eclípticos, Os Piratas da Frota Escarlate e os Siderais.
O jornal The Telegraph apontou para um livro na prateleira do astronauta no trailer de revelação, Sailing Alone Around the World, uma obra sobre memórias publicado em 1900 por Joshua Slocum, a primeira pessoa a fazer uma circunavegação solo da Terra que desapareceu no mar em 1909.

## Desenvolvimento
O conceito de Starfield veio do cancelado The 10th Planet, um jogo de combate espacial, que seria uma franquia de Todd Howard e da Bethesda com lançamento em 1997. Em uma entrevista com o The Guardian em meados de 2018, Todd Howard, produtor executivo e designer-chefe da Bethesda Game Studios, afirmou que o desenvolvimento ativo de Starfield estava em andamento desde o lançamento de Fallout 4, no final de 2015. Na mesma época, ele também confirmou que o jogo havia saído da pré-produção e estava em um estado jogável.

## Marketing e lançamento
Na conferência de imprensa da Bethesda na E3 2018, Todd Howard apresentou um pequeno trailer do jogo. Um trailer expandido foi apresentado na E3 2021 durante a Xbox & Bethesda Games Showcase, que confirmou que o jogo seria lançado em 11 de Novembro de 2022 no Windows e Xbox Series X/S como um exclusivo da Microsoft após a compra da ZeniMax Media. Em maio de 2022, a Bethesda anunciou que o lançamento do jogo foi adiado para 2023 e com janela de lançamento para o primeiro semestre.

## Recepção
O jogo foi bem recebido pela crítica especializada, conquistando notas altas nos agregadores Metacritic, e OpenCritic. O jogo foi elogiado por seu enredo, personagens e composição, porém críticas foram direcionados ao aspecto técnico (bugs e longas telas de loading, por exemplo).
Starfield alcanou a marca de 230 000 jogadores simultâneos nas primeiras duas horas de acesso antecipado na Steam. Em 6 de setembro de 2023, Phil Spencer anunciou que Starfield se tornou o jogo de próxima geração mais jogado do Xbox, com um milhão de jogadores simultâneos. Também se tornou o jogo Steam mais desejado do Xbox e da Bethesda em sua história. Em 7 de setembro de 2023, a Bethesda anunciou que Starfield tinha mais de seis milhões de jogadores, tornando-se o maior lançamento da Bethesda. O jogo atingiu a marca de dez milhões de jogadores em 19 de setembro de 2023.
Quatro meses após seu lançamento, o número de jogadores de Starfield na Steam ficou abaixo dos trabalhos anteriores da Bethesda Game Studios, The Elder Scrolls V: Skyrim Special Edition e Fallout 4, caindo para 11 182 jogadores ativos em 11 de janeiro de 2024.